# ロブ・カーニー
ロブ・カーニー（Rob Kearney、1986年3月26日 - ）は、スーパーラグビーAUフォースに所属するラグビーユニオン選手。

## プロフィール
- アイルランド・ダンドーク出身。
- ポジションはフルバック(FB)。
- 身長 185cm、体重 94kg
- 弟のデーブはラグビー選手(元アイルランド代表)[1]。
- アイルランド代表通算キャップ数は98でラグビーワールドカップ2011・ラグビーワールドカップ2015・ラグビーワールドカップ2019のアイルランド代表に選ばれた[2]。
- ブリティッシュ・アンド・アイリッシュ・ライオンズに選ばれたことがある[3]。

## 略歴
2005年、レンスターに加入。 
2020年、フォースに加入。